# 瑞利分布
瑞利分布（Rayleigh distribution），又译为莱利分布，当一个随机二维向量的两个分量呈独立的、有着相同的方差、均值为0的正态分布时，这个向量的模呈瑞利分布。例如，当随机复数的实部和虚部独立同分布于0均值，同方差的正态分布时，该复数的绝对值服从瑞利分布。该分布是以瑞利命名的。
瑞利分布的概率密度函数是
{\displaystyle f(x;\sigma )={\frac {x}{\sigma ^{2}}}e^{-x^{2}/2\sigma ^{2}},\quad x\geq 0,}